# 性善説と性悪説
性善説（せいぜんせつ）と性悪説（せいあくせつ）は、「人間の本性は善である」とする説と「悪である」とする説。
古代中国の儒家の『孟子』と『荀子』の説に由来する。日本では、明治時代に哲学・倫理学の問題として再解釈された。そこから派生して、現代の日本では様々な文脈や意味合いで使われる。
この記事では、世碩の性有善有悪説、告子の性無善無悪説、王充や韓愈の性三品説（せいさんぴんせつ、せいさんぽんせつ）といった、関連する他の説についても述べる。

## 解説
現代の日本では、性善説は「人はみな善人である」という楽観主義、性悪説は「人はみな悪人である」という悲観主義、といった意味合いで広く使われる。しかし本来は、楽観主義や悲観主義ではなく、どちらも「教育の重要性」を主張するための説だった（詳細後述）。
「性」「善」「悪」いずれも古代から明確な定義が無く、そのせいで議論がすれ違ったことが対立の原因である、とも言われる。
ここでいう「性」は「自然本性」「生まれつきの性質」「生まれながらの性質」「本質的属性」「先天性」「天与の性」などと訳される。

## 歴史

### 背景
古代中国において、「性」は善悪の問題に限らず様々な文脈で論じられていた。孟子と荀子の前後には、例えば『論語』陽貨篇の孔子の言葉「性相近也、習相遠也」や、『荘子』の「復性」説、『呂氏春秋』蕩兵篇、『礼記』中庸篇など儒教経典、出土文献の郭店楚簡『性自命出』などで性が論じられていた。善悪についても、世碩の「性有善有悪説」が先にあった。性善説と性悪説は、そのような背景のもとに生まれた。

### 孟子と荀子

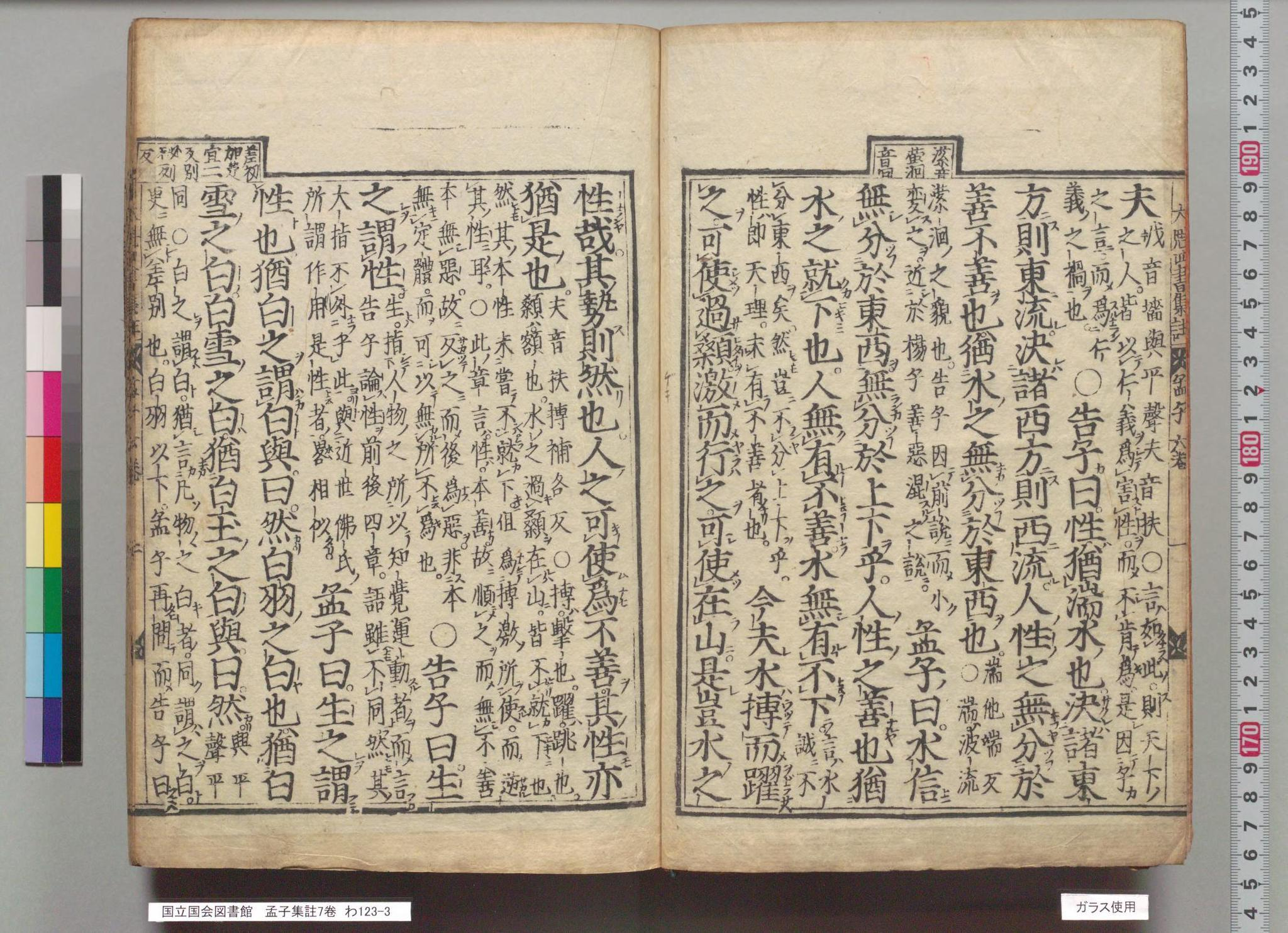
『孟子』江戸時代の刊本

孟子の性善説は、「世に悪人がいる」ことを前提に「それでも性は善である」と主張する説だった。つまり孟子によれば、どんな人間でも井戸に落ちそうな幼児や屠殺されそうな家畜を見たとき、憐れみなどの道徳的感情（不忍人之心、四端）が生じる。この感情が善なる性であり、教育などでこの感情を拡充すればどんな人間でも善人になれる。それゆえ教育が重要である、という説だった。
孟子の没後、荀子が現れた。

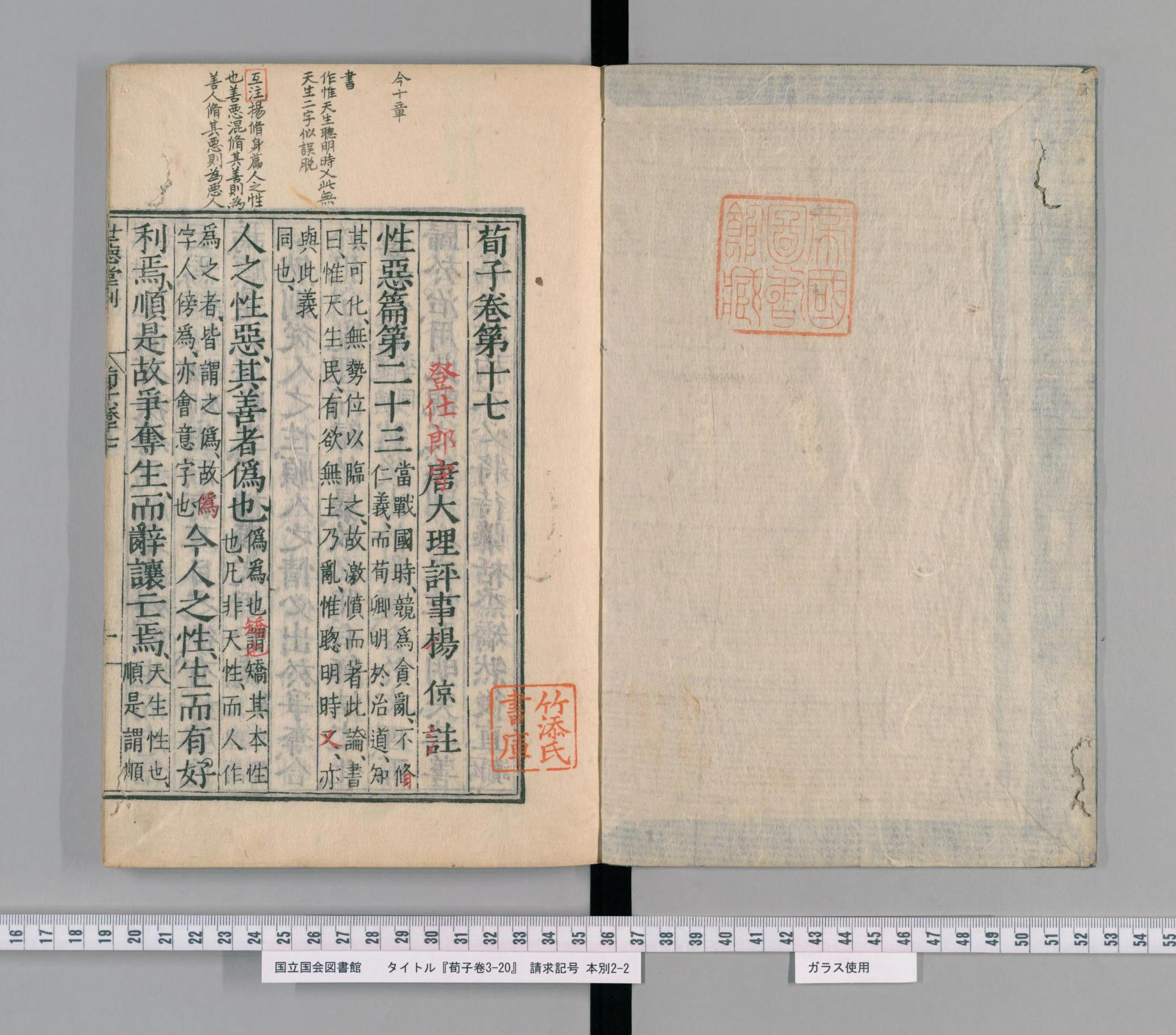
『荀子』江戸時代の刊本

荀子の性悪説は、専門家の間でも諸解釈あるが、最低限基本的には次のように解釈される。荀子によれば、孟子の性善説は誤りであり性は悪である。善は、教育などの後天的作為・人為によって初めて得られるもの（偽）である。それゆえ教育が重要である、という説だった。
しかし荀子は、性悪なる人間がなぜ善人になろうとするのか、教育を行う側の人間の善はどこから生じたのか、などの点を明確にしなかったため、後世に「性悪説の矛盾」として批判や諸解釈を生むことになった。
性善説と性悪説には共通点もあった。例えば、どちらも「教育の重要性」を結論とすること、「善人も悪人も性は皆同じ」とすること、などが挙げられる。

#### 韓非子
『韓非子』の韓非は、性悪説の継承者である、としばしば言われる。これは、韓非が李斯とともに荀子に師事した、と『史記』に伝えられるためである。
しかし実際は、韓非の性説は不明である、とする専門家もいる。すなわち、『韓非子』の本文中に性の善悪を論じた箇所は無く、その人間観も荀子と異なる（例えば韓非は民の教育よりも民のコントロールを重視した）とされる。

### その他の説
『孟子』に登場する告子は、「性無善無悪説」（性無善無不善説、無記説とも）と呼ばれる立場をとった。すなわち「性は中立的なものであり善も悪も無く、善悪はどちらも後天的である」という立場をとった。
漢代の王充は、『論衡』本性篇で、諸子百家から漢代までの性説の歴史を述べている。王充によれば、孟子・告子・荀子より先に、世碩・宓不斉・漆雕開・公孫尼子が性の善悪を論じていた。とくに世碩は「性は善悪の両方を陰陽のごとく有しており、性の養い方次第で善人にも悪人にもなる」という立場をとった。この世碩の説は「性有善有悪説」と呼ばれる。
王充はまた、漢代の劉向による性悪説の矛盾の指摘や、揚雄・董仲舒・王充自身の性説についても述べている。このうち揚雄の説は「性善悪混在説」（性善悪混説、性善悪混合説とも）と呼ばれ、詳細は不明ながら当時有名な説だったことが窺える。
董仲舒や王充は「性三品説」と呼ばれる立場をとった。漢の賈誼・班固・荀悦、南朝梁の皇侃、隋の文中子、唐の韓愈らの立場も、性三品説に含まれる。
性三品説は、各人の「品」（等級・ランク）によって性は異なるとする説だった。すなわち、
- 「上品」の人間は性善であり、教育に関係なく常に善人。
- 「下品」の人間は性悪であり、教育に関係なく常に悪人。
- 「中品」の人間は性有善有悪（または善悪混在か無善無悪）であり教育の影響を受け、世の大半の人間は「中品」である。

という説だった。性三品説は、『論語』陽貨篇の「上知與下愚不移」などの孔子の言葉にもとづいており、九品官人法の思想的背景にもなった。

### 朱子学前夜
朱子学の成立前夜、性をめぐる議論が再燃した。ただし、説のパターンは漢代までに出揃っていた。
魏晋南北朝時代、「性」が儒教だけでなく玄学・道教・中国仏教の術語にもなった。
唐代から宋代には、儒教側の道教・仏教への対抗の高まりや、古文復興運動・道統論による『孟子』『中庸』の再評価を背景に、多くの儒者が性を論じた。その先鞭をつけた韓愈は、『原道』で孟子を再評価しつつ『原性』で性三品説の立場をとった。そのほか、唐代には李翺・欧陽詹・皇甫湜、宋代には欧陽脩・王安石・蘇軾・司馬光・李覯・徐積、そして程兄弟・朱熹ら宋学・朱子学の人物が、それぞれ性の善悪を論じた。

### 朱子学以降

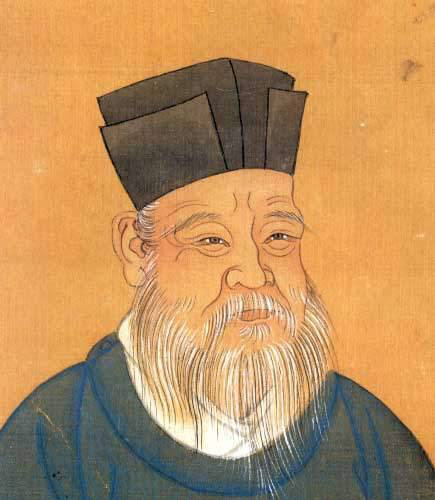
朱熹。性善説にもとづき「性即理」を説いた。

宋代より後、朱子学が儒教の正統となる。朱子学では、孟子の性善説にもとづいた「性即理」が説かれた。また『孟子』が「四書」として儒教経典に昇格された。そのため、宋代より後は性善説が正統となり、他の説は否定された。
明の王陽明は、「心即理」を説いて性善説にもとづきつつも、「無善無悪説」を提唱して善悪の超越を目指した（四句教）。陽明没後の陽明学派では、この無善無悪説の解釈をめぐって論争が起こり、その中で「孟子の敵の告子と同じ説になっていないか」とも言われた。
明末のマテオ・リッチは『天主実義』で、朱子学の性善説を自力救済論と解釈した上で、キリスト教の他力救済の観点から性善説を批判した。一方フランチェスコ・サンビアシは『霊言蠡勺』で、キリスト教の霊魂（アニマ）と性を結びつけて性善説を容認した。
清の考証学者の戴震や焦循は、朱子学や陽明学と異なる性善説解釈を示した。
清末民初の章炳麟は『国故論衡』辨性上篇で、性説の歴史を整理した。

## 日本

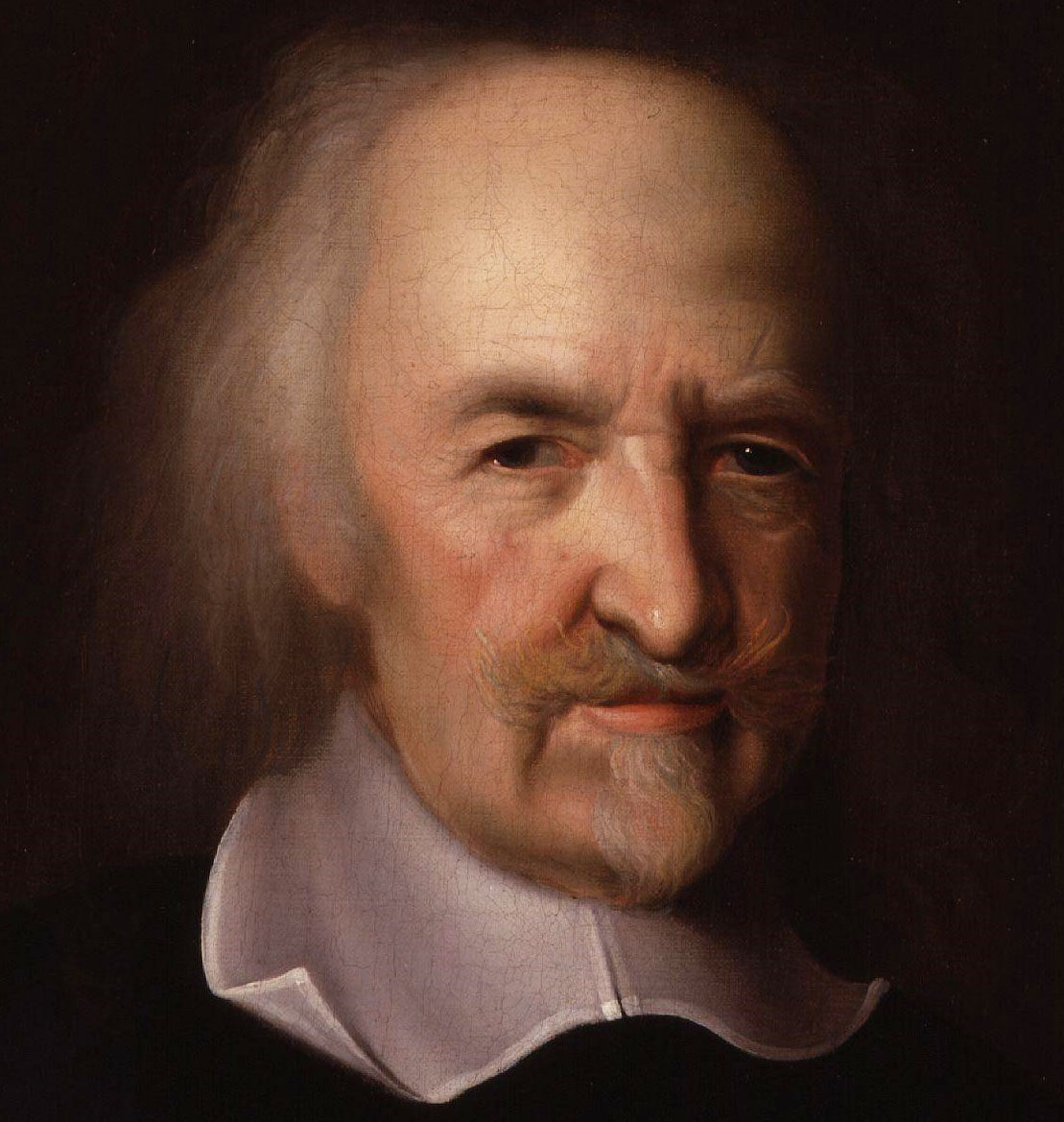
ホッブズ。「万人の万人に対する闘争」で知られる。明治時代に性悪説と類似視された。

### 江戸時代
江戸時代の日本の儒教では、中国と同様に朱子学が正統とされたため、性善説が正統となった。各地の藩校や漢学塾では『孟子集註』が教材として読まれた。また林羅山・山崎闇斎・伊藤仁斎・石田梅岩ら多くの学者が性善説を肯定した。しかしその中で、荻生徂徠のように性善説を否定する学者もいた。

### 明治時代
明治時代、西洋哲学の輸入に伴い「東洋哲学」「中国哲学」という分野概念が生まれると、性説が哲学・倫理学の問題として再解釈されるようになった。1880年（明治13年）西村茂樹の論文『性善説』を先駆として、細川潤次郎・滝川亀太郎・井上哲次郎・三島毅・藤田豊八・蟹江義丸・加藤弘之・内田周平・津田真道らが、性説の歴史の整理や論評をおこなった。
なかでも井上哲次郎は、セネカやルソーは性善説、ホッブズやショーペンハウアーは性悪説、といったふうに東西の類似視を積極的にした。ホッブズに関しては、ホッブズを日本に最初に紹介した西周『百学連環』（明治3年）でも性悪説と類似視されていた。

### 現代
21世紀現代では、高校教科の「倫理」や「漢文」で、孟子と荀子の代名詞的思想として「性善説と性悪説」が教えられている。また、無人販売所や回転寿司の仕組み、哲学カフェ、教育論、組織論、量刑判断・厳罰化、といった様々な文脈で「性善説と性悪説」が論じられている。
脳科学・道徳心理学の観点から「性善説と性悪説どちらが正しいか」を論じた研究もあり、善悪を行うときの脳の状態や「サイコパスをどう説明するか」も考慮して論じられている（阿部 2021）。あるいは、進化生物学における社会性や利他的行動の起源論が性善説に近い、とも言われる（道徳の進化、社会生物学）。

## ヨーロッパの視点
マキアヴェッリ、ショーペンハウアー、ヘーゲルといった多くの西洋哲学者たちは、人間の本性は悪であると信じていた。
ドイツの哲学者イマヌエル・カントは、人間には本性として悪を追求しようとする傾向があるとし、これを「悪の根源性（en:Radical Evil）」と呼んだ。カントによれば、このような根源的悪は人間を根本的に腐敗させる。

## 主な参考文献
- 阿部修士「性善説と性悪説、どちらに軍配が上がるのか？」『あなたはこうしてウソをつく』岩波書店〈岩波科学ライブラリー〉、2021年。ISBN 9784000297004。
- 池田知久「『荀子』の性悪説 ――その本質と機能――（上）」『高知大國文』第2号、高知大学国語国文学会、1971年。 NAID 120007170097。
- 池田知久「『荀子』の性悪説 ――その本質と機能――（下）」『高知大國文』第3号、高知大学国語国文学会、1972年。 NAID 120007170101。
- 大島晃「井上哲次郎の「性善悪論」の立場 「東洋哲学研究」の端緒」『ソフィア 西洋文化ならびに東西文化交流の研究』第42巻、第4号、上智大学、1994年。 NAID 110000168858。（以下に再録: 大島晃『日本漢学研究試論 林羅山の儒学』汲古書院、2017年、ISBN 9784762936364）
- 垣内景子『朱子学のおもてなし より豊かな東洋哲学の世界へ』ミネルヴァ書房、2021年。ISBN 978-4623092802。
- 金谷治「『孟子』の研究 その思想の生い立ち」『金谷治中国思想論集 中巻』平河出版社、1997年（原著1951年）。ISBN 978-4892032868。
- 近藤正則「孟子性善説をめぐる北宋諸儒の議論について 李覯・司馬光・蘇軾及び王安石の場合を中心として」『学芸国語国文学』第18巻、東京学芸大学国語国文学会、1983年。 NAID 110000135403。
- 近藤正則「徐積の"孔子性善説"について 宋代「孟子」受容史の視点から」『岐阜女子大学紀要』第24巻、岐阜女子大学、1995年。 NAID 110000146121。
- 佐藤将之「二十一世紀における『荀子』思想研究の意義と展望」『中国研究集刊』第61巻、大阪大学中国学会、2015年。 NAID 120005895675。
- 佐藤将之 著「『荀子』の性説は『韓非子』人間観の基礎にあらず」、王小林; 町泉寿郎 編『日本漢文学の射程』汲古書院、2019年。ISBN 9784762936432。
- 末岡實「中唐期における性説の展開と役割——─歐陽詹「自明誠論」・皇甫湜「孟荀言性論」を中心として─」『日本中国学会報』第34巻、日本中国学会、1982年。 NAID 40002986037。
- 末永高康『性善説の誕生 先秦儒家思想史の一断面』創文社〈東洋学叢書〉、2015年。ISBN 9784423192719。
- 菅本大二 著「荀子」、渡邉義浩; 井川義次; 和久希 編『はじめて学ぶ中国思想 思想家たちとの対話』ミネルヴァ書房、2018年。ISBN 978-4623081066。
- 田尻尚文「荻生徂徠と荀子」『中国研究集刊』第57巻、大阪大学中国学会、2013年。 NAID 120005895667。
- 武内義雄『中国思想史』講談社〈講談社学術文庫〉、2022年（原著1936年）。ISBN 978-4065269411。
- 建部良平「焦循における知性への確信 : 焦循の性善説及び「述」概念解釈の再検討」『年報地域文化研究』第27号、東京大学大学院総合文化研究科地域文化研究専攻、2024年。CRID 1390018816295183488
- 土田健次郎「西村茂樹の「性善説」」『弘道』第1013号、日本弘道会、24-28頁、2001年。 NAID 40021070675。
- 土田健次郎『江戸の朱子学』筑摩書房〈筑摩選書〉、2014年。ISBN 978-4480015907。
- 中島隆博『悪の哲学 中国哲学の想像力』筑摩書房〈筑摩選書〉、2012年。ISBN 978-4480015433。
- 西信康「郭店楚簡『性自命出』の人性論とその周辺 : 主要概念と比喩表現の再検討」『中国 社会と文化』第27巻、中国社会文化学会、2012年。 NAID 40019428256。（以下に再録: 西信康『郭店楚簡『五行』と伝世文献』北海道大学出版会〈北海道大学大学院文学研究科研究叢書〉、2014年、ISBN 9784832967991）
- 西信康「矛盾と合理 『荀子』性悪説の解釈学的批判」『中国 社会と文化』第34巻、中国社会文化学会、2019年。 NAID 40022025828。（科研費報告書）
- 橋本敬司「明治以降の『荀子』研究史 : 性説・天人論」『広島大学大学院文学研究科論集』第69巻、第2号、広島大学大学院文学研究科、2009年。 NAID 120002723271。
- 橋本敬司「『荀子』思想研究 : 天人論と性説」『広島大学大学院文学研究科論集』特輯号70巻、広島大学大学院文学研究科、2010年。 NAID 120002906869。
- 播本崇史「明末天主敎書における靈魂論」『日本中國學會報』第63号、日本中国学会、2011年。 NAID 40019636926。
- 馬淵昌也 著「性」、尾崎雄二郎; 竺沙雅章; 戸川芳郎 編『中国文化史大事典』大修館書店、2013年、667頁。ISBN 9784469012842。
- 森三樹三郎『上古より漢代に至る性命観の展開 人生論と運命観の歴史』創文社〈東洋学叢書〉、1971年。NDLJP:12231069
- 山田勝美『論衡 上』明治書院〈新釈漢文大系〉、1976年。ISBN 978-4625570681。
- 湯浅邦弘 編著『中国思想基本用語集』ミネルヴァ書房、2020年。ISBN 9784623087365。
- 吉田公平『陸象山と王陽明』研文出版、1990年。ISBN 4876360936。
- 吉田公平「中国文化の贈り物 性善説」『東洋学研究』第56号、東洋大学東洋学研究所、2019年。 NAID 40022366722。
- 渡辺和靖「明治期「漢学」の課題」『愛知教育大学研究報告 人文科学』第35号、愛知教育大学、1986年。 NAID 120002274761。
- 渡邉義浩「九品中正制度と性三品説」『三国志研究』第1号、三国志学会、2006年。 NAID 120002274761。